# Daimonion

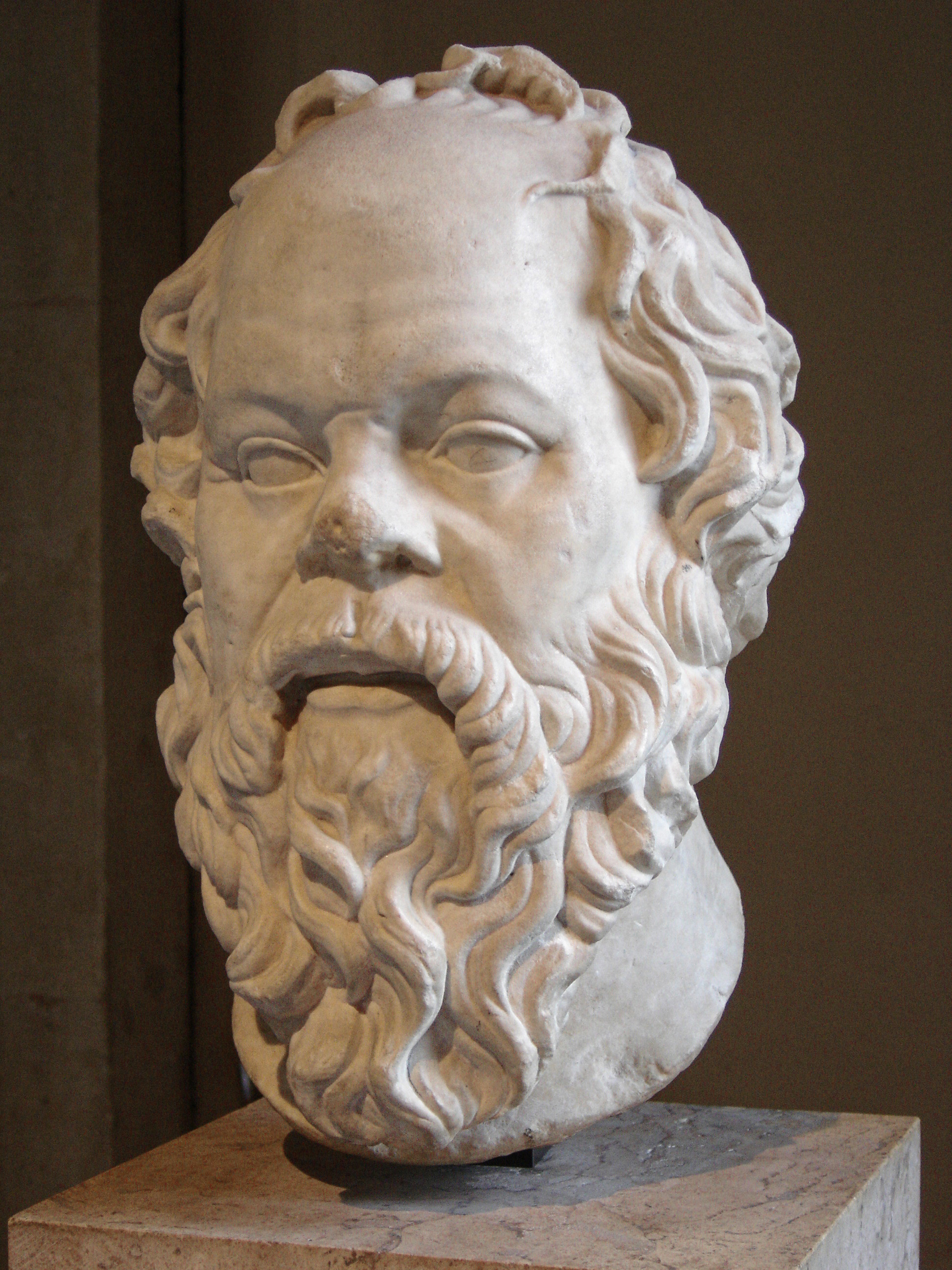
Büste des Sokrates aus dem 1. Jahrhundert im Louvre, Paris

Als Daimonion (altgriechisch δαιμόνιον daimónion, lateinisch genius) wird in der antiken Literatur eine innere Stimme bezeichnet, die der Überlieferung zufolge dem Philosophen Sokrates warnende Zeichen gab, um ihn von Fehlentscheidungen abzuhalten. Sokrates hielt den Urheber dieser Zeichen für eine Gottheit, die er nicht näher bestimmte. Er folgte den stets ohne Begründung gegebenen Winken der Stimme, die sich nach seinen Angaben immer als sinnvoll und hilfreich erwiesen. Wenn das Daimonion schwieg, deutete er dies als Billigung seines Verhaltens. Da er über seine Erfahrungen mit dem inneren Ratgeber redete, war seine Beziehung zu der mysteriösen Instanz in seiner Heimatstadt Athen allgemein bekannt. Gegner warfen ihm vor, eine religiöse Neuerung einzuführen. Diese Beschuldigung trug dazu bei, dass er im Jahr 399 v. Chr. zum Tode verurteilt und hingerichtet wurde.
Glaubhafte zeitgenössische Angaben zum Daimonion liegen nur spärlich vor. Die Hauptquellen sind Schilderungen von Sokrates’ Schülern Platon und Xenophon. Das Phänomen galt schon in der Antike als rätselhaft, führte zur Legendenbildung und gab zu unterschiedlichen Erklärungen Anlass. Platoniker betrachteten den Zeichengeber als hochrangigen Daimon, als ein göttliches Geistwesen, das als persönlicher Schutzgeist des Philosophen fungierte. Christliche Autoren sahen in dem Ratgeber teils einen Schutzengel, teils einen bösartigen Dämon.
In der modernen Forschung gehen die Meinungen über die Interpretation der Quellen auseinander. Ein zentrales Diskussionsthema ist die Frage, wie Sokrates seinen Anspruch, sich nur an der Vernunft zu orientieren, mit der Befolgung unbegründeter Ratschläge von unklarer Herkunft vereinbaren konnte.

## Wortbedeutung
Das Wort Daimonion (‚Gottheit‘, ‚Dämon‘) ist die Substantivierung der Neutrumform des Adjektivs daimónios (‚göttlich‘, ‚dämonisch‘), das von dem Substantiv Daimon (griechisch δαίμων daímōn ‚göttliches Wesen‘, ‚Dämon‘) abgeleitet ist. Bei Platon kommt es nach einer verbreiteten, aber umstrittenen Forschungsmeinung als elliptischer Ausdruck vor, das heißt als Adjektiv, wobei das zugehörige Substantiv – in diesem Fall Zeichen – ausgelassen ist. Dann ist die Bedeutung das göttliche/dämonische [Zeichen]; gemeint ist die Mitteilung der inneren Stimme. Nach einer alternativen Interpretation verwendet Platon das Wort ebenso wie sein Zeitgenosse Xenophon als Substantiv mit der Bedeutung ‚das Göttliche im Allgemeinen‘, ‚eine unbestimmte Gottheit‘. Dann ist nicht das Zeichen gemeint, sondern dessen Urheber.
Ein Daimon ist in der griechischen Mythologie, Volksreligion und Philosophie entweder ein Gott oder ein gottähnliches Geistwesen, das eine Mittelstellung zwischen Göttern und Menschen einnimmt. Ein solches Mittelwesen, ein „Dämon“, kann hilfreich oder feindselig sein. Es handelt sich also nicht um Dämonen im Sinne der noch heute nachwirkenden christlichen Vorstellung von der durchweg bösartigen Natur aller Dämonen. In den Quellen wird der Ausdruck Daimon insbesondere dann verwendet, wenn von einer Einwirkung aus einer übermenschlichen Sphäre die Rede ist, die nicht auf einen bestimmten namentlich bekannten Gott zurückgeführt wird, sondern auf eine unbekannte höhere Macht. Demgemäß beziehen sich auch das zugehörige Adjektiv daimonios und dessen Substantivierung auf eine nicht näher bestimmte göttliche Instanz. Diese Unbestimmtheit ist ein wichtiger Aspekt des philosophischen Wortgebrauchs bei den frühen Sokratikern, den Schülern des Sokrates. Der vage, abstrakte Ausdruck daimonion soll andeuten, dass die Zeichen der göttlichen Instanz zwar wahrgenommen werden, der Urheber selbst aber im Dunkel bleibt und daher nur allgemein als „etwas Göttliches“ beschrieben werden kann. Unklar ist dabei, ob der Zeichengeber einer der Götter der Volksreligion ist oder ein eigenständiges „dämonisches“ Geistwesen, das mit Sokrates Kontakt aufnimmt, oder eine geheimnisvolle rein innerliche Instanz, die sich nur im Geist des Sokrates betätigt.

## Berichte aus der Epoche der Klassik
Allen Darstellungen von Zeitgenossen des Sokrates ist gemeinsam, dass das Daimonion als warnende Instanz erscheint, die von einzelnen Fehlern abhält, ohne dies zu begründen oder nähere Aufklärung zu geben. Für die Umwelt sind die Hinweise des Daimonions nicht wahrnehmbar; Sokrates ist der einzige, der die Stimme hört. Er ist immer nur der passive Empfänger von überraschenden Warnsignalen, die ihm „widerfahren“. Es kommt nie vor, dass er die Initiative ergreift, um ein Zeichen bittet oder etwas von der göttlichen Instanz zu erfahren versucht. In Platons Darstellung beziehen sich die Warnungen des Daimonions ausschließlich auf einzelne kurz bevorstehende Entscheidungen in der jeweiligen konkreten Situation, allgemeines Wissen wird nicht vermittelt. Das Ausbleiben eines warnenden Zeichens deutet Sokrates als stillschweigende Zustimmung der höheren Macht zu seiner aktuellen Absicht. Da das Daimonion keine Begründungen oder Bewertungen gibt, hat es keine Ähnlichkeit mit einem moralischen Sinn oder einer Stimme des Gewissens. Seine Winke dienen nicht nur der Vermeidung von ethisch relevanten Fehlentscheidungen, vielmehr verhindern sie generell, auch bei trivialen Anlässen, ein „unrichtiges“ Vorgehen, das erfolglos bliebe oder nachteilige Folgen hätte.
Da Sokrates in seinem großen Freundes- und Bekanntenkreis von seinen Erlebnissen mit der höheren Macht zu erzählen pflegte, waren diese allgemein bekannt. In Athen wurde viel darüber gesprochen. Das Daimonion war eine der Besonderheiten, durch die Sokrates seinen Mitbürgern als merkwürdiger Außenseiter auffiel.
Die zeitgenössischen Hauptquellen sind Berichte von zwei Schülern des Sokrates, Platon und Xenophon. Die wichtigsten Angaben stehen in der Apologie des Sokrates, der von Platon literarisch gestalteten Version der Verteidigungsrede, die Sokrates vor dem athenischen Volksgericht hielt, als er im Jahr 399 v. Chr. wegen Gottlosigkeit und Verführung der Jugend angeklagt war. Der Apologie zufolge lautete die Anklage, er missachte die Götter des Staatskults und führe neue daimonia – göttliche Wesen, Mächte oder Wirkungen – ein, also einen illegalen Kult. Damit war offenbar sein Daimonion gemeint.
In der Verteidigungsrede erklärt Sokrates, warum er zwar Privatleuten Ratschläge erteilt, nicht aber vor der Volksversammlung als Redner und Ratgeber der Menge auftritt und mitgestaltend in die Politik eingreift. Mit Recht warne ihn das Daimonion, seine innere Stimme, vor einer solchen politischen Betätigung. Der Grund dafür ist aus seiner Sicht, dass jemand wie er, der unter keinen Umständen bereit ist, etwas Unrechtes hinzunehmen, sich sowohl in einer Demokratie als auch in einer Oligarchie den Herrschenden widersetzen muss. Mit einer solchen Haltung kann man aber nicht politisch erfolgreich sein. Wer konsequent für Gerechtigkeit eintritt, wird sogar umgebracht, wenn er sich in die Politik einmischt, und damit wäre niemandem gedient.
Sokrates beschreibt das Daimonion in der Apologie als „etwas Göttliches und Daimonisches“, das ihm widerfährt. Nach seinen Worten greift die göttliche Stimme seit seiner Kindheit nur ein, um ihm von einzelnen Absichten abzuraten; Empfehlungen spricht sie niemals aus. Oft unterbricht ihn das Daimonion mitten im Reden. Bisher hat es sich häufig gemeldet, um ihn von etwas abzuhalten, und zwar immer dann, wenn er sich falsch verhalten wollte, auch bei geringen Anlässen. Sokrates spricht von einem „Zeichen des Gottes“, das ihn stets vor falschen Schritten warne, jetzt aber hinsichtlich des Prozesses und angesichts der bevorstehenden Todesstrafe schweige. Aus dem Ausbleiben der göttlichen Warnung folgert er, dass die Unbekümmertheit und Offenherzigkeit, mit der er vor Gericht auftritt und ein Todesurteil in Kauf nimmt, nichts Schlechtes sein könne, und dass es keinen Grund gebe, den Tod für ein Übel zu halten. Anderenfalls hätte das Daimonion interveniert und ihm Einhalt geboten.
Auch in einigen der fiktiven, literarischen Dialoge Platons, in denen der Autor seinen Lehrer Sokrates als Gesprächspartner auftreten lässt, wird das Daimonion erwähnt. Im Euthyphron erfährt man, dass die Anklage gegen Sokrates mit der Beschuldigung, er erfinde neue Götter, begründet wurde. Dieser Vorwurf bezog sich auf die Behauptung des Philosophen, er höre die göttliche Stimme. Im Euthydemos erzählt Sokrates, dass ihn eines Tages das „gewohnte göttliche Zeichen“ gehindert habe, aufzustehen und den Umkleideraum des Lykeion-Gymnasions zu verlassen. Weil er geblieben sei, habe sich dann ein philosophisches Gespräch mit Hinzukommenden ergeben. In der Politeia spielt Sokrates beiläufig auf die Warnung des Daimonions vor politischer Betätigung an und bemerkt dazu, er wisse nicht, ob er bisher der einzige Mensch sei, der ein solches Zeichen erhalte. Im Phaidros meldet sich die Stimme, um Sokrates bei einem Spaziergang vom Aufbruch abzuhalten; der Grund ist, dass er erst sein Gewissen reinigen und eine unmittelbar zuvor begangene Verfehlung berichtigen soll. Sokrates versteht, was die Stimme meint, er ahnte es schon vorher: Er hat schlecht über den Gott Eros geredet und damit eine Verleumdung begangen. Dies hat er nun zu widerrufen. Im Theaitetos kommt Sokrates auf Schüler zu sprechen, die sich von ihm getrennt haben, aber später wieder um Aufnahme gebeten haben. In manchen dieser Fälle habe ihm das Daimonion angezeigt, dass er den Bittenden abweisen solle.
Auch im Ersten Alkibiades, einem Dialog, der entweder von Platon selbst verfasst wurde oder in seinem Umfeld entstand, ist vom Daimonion die Rede. Dort teilt Sokrates mit, „ein gewisses daimonisches Hindernis“ habe ihn bisher davon abgehalten, an den jungen Alkibiades heranzutreten, doch jetzt leiste es keinen Widerstand mehr. Anscheinend hat – so Sokrates – die Gottheit das Gespräch früher nicht zugelassen, da Alkibiades, der künftige berühmte Politiker und Stratege, noch zu unreif war und ein Zusammensein mit ihm daher fruchtlos geblieben wäre.
Eine etwas andere Darstellung gibt Xenophon in seinen Erinnerungen an Sokrates. Nach Xenophons Wortgebrauch ist unter daimonion nicht das göttliche Zeichen zu verstehen, sondern das Göttliche schlechthin, die Gottheit im Allgemeinen als Urheber der Warnungen. Damit ist keine Sokrates persönlich zugeordnete Instanz gemeint. Teilweise bestätigt Xenophons Version die Angaben Platons; auch ihr zufolge pflegte Sokrates zu behaupten, das Daimonion gebe ihm Zeichen, was ihm seitens der Ankläger die Beschuldigung eintrug, er missachte die herkömmliche Religion und führe neuartige göttliche Wesen ein. Im Gegensatz zu Platon teilt Xenophon jedoch mit, die Zeichen des Daimonions hätten nicht nur Sokrates’ eigene Angelegenheiten betroffen, vielmehr habe es ihm auch Hinweise für seine Freunde gegeben, und es habe nicht nur von Fehlentscheidungen abgeraten, sondern auch Gutes empfohlen. Der Ausgang habe dann gezeigt, dass die Ratschläge denen, die sie befolgten, zugutegekommen seien, während andere ihre Ignorierung der göttlichen Winke später bereut hätten. Dem Vorwurf der Feinde des Philosophen, er habe eine illegitime religiöse Neuerung eingeführt, hält Xenophon entgegen, die Warnungen des Daimonions seien normale Weissagungen aus der Welt der allgemein anerkannten Götter gewesen. Eine Besonderheit von Xenophons Schilderung ist eine Einzelheit, für die er sich auf Hermogenes, einen Schüler des Sokrates, beruft. Diesem habe der bereits angeklagte Philosoph auf den Vorschlag, seine Verteidigung vorzubereiten, geantwortet, die beste Rechtfertigung sei sein bisheriges Leben. Er habe zwar zunächst geplant, für die Gerichtsverhandlung eine Rede zu entwerfen, doch dann habe das Daimonion diese Absicht missbilligt. Demnach war die Stellungnahme des Sokrates vor dem Gericht improvisiert.
Wie Cicero berichtet, war „in Büchern der Sokratiker“ oft vom Daimonion die Rede. Offenbar faszinierte das Thema den Umkreis des Philosophen. Diese Literatur ist mit Ausnahme der Werke Platons und Xenophons nicht erhalten geblieben.
Ausführlich wird im Theages auf das Daimonion eingegangen. Dieser Dialog galt in der Antike als Werk Platons, wird aber in der neueren Forschung überwiegend als nicht authentisch betrachtet. Er entstand wohl im 4. Jahrhundert. Der unbekannte Autor gibt ein fiktives Gespräch wieder, in dem sich Sokrates mit Demodokos, einem angesehenen Bürger, und dessen ehrgeizigem Sohn Theages unterhält. Demodokos möchte erreichen, dass sein junger Sohn unter die Schüler des Sokrates aufgenommen wird. Der Philosoph zögert jedoch; er weist auf das Daimonion hin, erzählt von seinen bisherigen Erfahrungen mit dieser Instanz und will abwarten, ob sie abrät. Die hier gegebene Beschreibung der göttlichen Stimme entspricht weitgehend den Angaben in Platons echten Dialogen, weist aber auch einen gewichtigen Unterschied zu ihnen auf: Im Theages ist die Funktion des inneren Ratgebers wie bei Xenophon stark ausgeweitet. Das Daimonion beschränkt sich in diesem Dialog nicht auf Hinweise, die persönliche Angelegenheiten des Sokrates betreffen, sondern es ermöglicht dem Philosophen auch, vor schädlichen Vorhaben anderer zu warnen, etwa vor verhängnisvollen militärischen Unternehmungen. Damit verleiht die Gottheit, die hinter dem Daimonion steht, den Worten des Sokrates eine zusätzliche Autorität, die über seine philosophische Kompetenz hinausreicht.

## Hellenistische und kaiserzeitliche Deutungen
Spätestens in der römischen Kaiserzeit, ansatzweise schon ab dem 4. Jahrhundert v. Chr., kam es zu einem Wandel im Verständnis des Phänomens der inneren Stimme. In den zeitgenössischen Darstellungen Platons und Xenophons hatte der Ausdruck daimonion dazu gedient, den unbestimmten, mysteriösen Charakter des göttlichen Urhebers der Zeichen anzudeuten. Damit hatten sich die Sokratiker offenbar an der authentischen Wortwahl des Sokrates orientiert. Dieser Sprachgebrauch sollte der voreiligen Identifizierung mit einer bestimmten Gottheit der Mythologie und Volksreligion vorbeugen. Kaiserzeitliche Rezipienten hingegen hielten sich nicht mehr an diese skeptische Zurückhaltung; das sokratische Daimonion wurde mit dem Daimon, einem persönlichen Schutzgott, gleichgesetzt und erhielt dadurch eine klare Bestimmung. Bei den kaiserzeitlichen Platonikern war dies die gängige Interpretation. Man nahm an, dass jeder oder zumindest jeder gute Mensch einen Daimon als Beschützer habe. Die Besonderheit der Eingebungen des Sokrates sah man nur in der außergewöhnlichen Qualität seiner Beziehung zu seinem herausragenden Daimon. So wurde das Daimonion des Sokrates in die allgemeine Dämonenlehre integriert und in diesem Rahmen interpretiert. Das Phänomen fand besondere Beachtung, weil es Gelegenheit bot, das Ineinandergreifen des Göttlichen und des Menschlichen zu erforschen. Man versuchte zu ergründen, worum es sich bei der göttlichen Stimme handelte und in welcher Weise sie wirksam wurde.
Nach Ciceros Angaben interessierte sich der Stoiker Antipatros von Tarsos, der im 2. Jahrhundert v. Chr. lebte, für das Daimonion des Sokrates und sammelte zahlreiche Berichte darüber. Die Schrift des Antipatros, eine Abhandlung über Weissagung, war zu Ciceros Zeit noch bekannt, ist aber heute verloren.
Bei den Epikureern stieß die überlieferte Rolle des Daimonions auf heftige Ablehnung. Nach ihrer Lehre mischen sich die Götter nicht in menschliche Angelegenheiten ein. Die Epikureer meinten, dass Sokrates, den sie extrem negativ beurteilten, die göttlichen Hinweise aus Angeberei erfunden habe.
Der jüdische Geschichtsschreiber Flavius Josephus erwähnte in seiner Schrift Über die Ursprünglichkeit des Judentums (Gegen Apion) die von „einigen“ vertretene Meinung, die Mitteilungen des Sokrates über das Daimonion seien scherzhaft gemeint.
Um die Wende vom 1. zum 2. Jahrhundert setzte sich der Mittelplatoniker Plutarch eingehend mit dem Rätsel auseinander. Seine griechische Schrift Über das Daimonion des Sokrates ist ein philosophischer Dialog, in dem die Gesprächsteilnehmer verschiedenartige Erklärungsversuche zum göttlichen Zeichen des Sokrates erörtern. Die fiktive Handlung spielt zwei Jahrzehnte nach der Hinrichtung des berühmten Denkers. Den Ausgangspunkt bildet eine Stellungnahme des Galaxidoros, eines Teilnehmers, der Mitteilungen übermenschlicher Wesen für Aberglauben hält. Er lobt Sokrates, der sich nur auf seine Vernunft und auf Beweisbares verlassen habe, statt auf Träume, Erscheinungen und Weissagungen zu achten. Demnach glaubte Sokrates zwar an die Götter, nicht aber an Gespenster und Fabeln, und war daher in der Lage, die Philosophie auf eine seriöse Grundlage zu stellen. Dieser Einschätzung wird aber von einem Gesprächspartner entgegengehalten, dass der Philosoph den Hinweisen seines Daimonions gefolgt sei, die sich als berechtigt erwiesen hätten, was man in Anbetracht der Berichte von Augenzeugen nicht als Schwindel abtun könne. Galaxidoros versucht, das Phänomen mit einer banalen Erklärung herunterzuspielen: Er vermutet, Sokrates habe nur in bestimmten Zweifelsfällen, wenn keine der rationalen Erwägungen den Ausschlag geben konnte, auf ein äußeres Zeichen, etwa ein Niesen, geachtet und davon seine Entscheidung abhängig gemacht. Diese Interpretation stützt sich zwar auf eine Überlieferung, die angeblich aus dem Umfeld des Sokrates stammt, stößt aber auf Widerspruch, denn sie scheint dem großen Denker ein unwürdiges Verhalten zu unterstellen. Darauf findet Galaxidoros eine geschickte Erwiderung. Er macht geltend, ein an sich unbedeutendes Vorzeichen könne durchaus ein bedeutendes Ereignis ankündigen, so wie etwa ein geringfügiges Symptom das Zeichen einer gravierenden Erkrankung sein könne oder ein leichtes Wölkchen einem Sturm vorangehe. Anschließend wird die Diskussion durch eine Ablenkung unterbrochen, doch später wird der Gesprächsfaden wieder aufgegriffen. Nun trägt Simmias von Theben, der Gastgeber des Kreises, eine andere Deutung vor. Als Schüler des Sokrates verfügt Simmias über die Autorität eines Augenzeugen. Er berichtet, der Lehrmeister habe zwar nähere Auskunft über sein Daimonion verweigert, doch habe sein Verhalten ein Indiz geliefert. Er habe nämlich auf Erzählungen von Visionen ablehnend reagiert, für Berichte über göttliche Stimmen hingegen habe er sich sehr interessiert. Daraus habe man in seinem Schülerkreis geschlossen, dass das Daimonion wohl kein optischer Eindruck sei, sondern eine innere Stimme oder das geistige Erfassen einer lautlosen Mitteilung, deren Urheber ein höheres Wesen sei. Nach Simmias’ Theorie traten die Mitteilungen zwar im Wachzustand ins Bewusstsein des Sokrates, aber dies geschah so, wie man im Traum die Vorstellungen und geistigen Wahrnehmungen bestimmter Worte empfängt und dabei glaubt sie zu hören, obwohl keine wirkliche Stimme erschallt. Im Prinzip sind – so die Hypothese des Simmias – solche Stimmen auch für andere Menschen wahrnehmbar, doch steht dem ein Hindernis entgegen: „der Mangel an Harmonie, die Unruhe in ihnen selbst“. Nur wer über „ein ungestörtes Gemüt und eine von keinen Stürmen erregte Seele“ verfügt, also wie Sokrates nicht unter dem Zwang der Affekte steht, kann die Botschaften vernehmen. Die Sonderstellung des Sokrates erklärt Simmias mit der außerordentlicher Empfänglichkeit dieses Mannes. Sein Geist sei rein und ungetrübt von Leidenschaften gewesen und daher hochempfindlich und befähigt, jeden Eindruck sehr schnell aufzunehmen.
Plutarch hielt nicht strikt an der Überlieferung in Platons Apologie fest, der zufolge das Daimonion immer nur abriet und niemals etwas empfahl. Bei ihm erhält die göttliche Stimme eine beratende Funktion, die über das bloße Warnen und Abhalten hinausgeht.
Im dritten Viertel des 2. Jahrhunderts verfasste der als Schriftsteller und Redner tätige Mittelplatoniker Apuleius die lateinische Abhandlung De deo Socratis (Über den Gott des Sokrates), die schriftlich verbreitete Fassung eines Vortrags, in dem er seine Dämonenlehre darlegte. In diesem Rahmen behandelte er unter anderem das Daimonion. Er meinte, das „göttliche Zeichen“, von dem bei Platon die Rede ist, sei wohl etwas Sichtbares gewesen, das heißt, Sokrates habe seinen Daimon nicht nur mit den Ohren, sondern auch mit den Augen wahrgenommen. Nach diesem dämonologischen Modell kann der Daimon dem Menschen als äußere Gestalt erscheinen, zeigt sich aber gewöhnlich innerlich als innere Stimme; er weilt „nach Art des Gewissens“ unmittelbar im Innersten der Seele. Im Fall des Sokrates begnügte sich der Daimon mit Warnungen, da dieser Mann ein so vollendeter Weiser war, dass er keine Anleitung zur Erfüllung seiner Aufgaben benötigte. Bei Apuleius ist die Sonderstellung des Sokrates als privilegierter Empfänger göttlicher Mitteilungen deutlich relativiert. Er erscheint nicht als einzigartiger Liebling der Gottheit, sondern als Vorbild, dem man nacheifern soll und dem man ähnlich werden kann. Im Prinzip ist jeder Mensch befähigt, ein Philosoph wie Sokrates zu werden und wie dieser in ein enges Verhältnis mit dem göttlichen Bereich zu treten, denn jeder hat seinen eigenen Daimon, einen hilfreichen Schutzgeist und Berater, an dem er sich so orientieren soll wie der große Athener an seinem Daimonion.
Ein weiterer Mittelplatoniker, der sich mit dem Thema beschäftigte, war der Rhetor Maximos von Tyros, der im späten 2. Jahrhundert lebte. In einer seiner Reden ging er auf das Daimonion des Sokrates ein, wobei er sich an Skeptiker wandte, die an der Realität des Phänomens zweifelten. Er stellte es als weissagende Instanz dar, die nicht erstaunlicher sei als die allgemein geschätzten bekannten Orakel. Wie schon Apuleius zog er eine Parallele zu einem vergleichbaren Phänomen in Homers Ilias, wo die Göttin Athene erscheint, um Achilleus Einhalt zu gebieten. Nach Maximos’ Deutung handelt es sich um einen realen hilfreichen Daimon, der dem Philosophen als Schutzgeist beistand. Dem Verständnis dieses Interpreten zufolge ist das nichts Einzigartiges, es stellt keine Besonderheit des Sokrates dar, denn herausragende Persönlichkeiten stehen nach dem Willen der Götter in der Obhut persönlicher daimonischer Helfer.
Ein vernichtendes Urteil fällte im ausgehenden 2. und frühen 3. Jahrhundert der christliche Apologet Tertullian, der die ganze Überlieferung von der außergewöhnlichen Weisheit des Sokrates als Irreführung entlarven wollte, um die Philosophie durch Kritik an ihrem herausragenden Repräsentanten zu diskreditieren. Nach seiner Darstellung war das Daimonion ein reales Wesen, das einen verderblichen Einfluss ausübte und den ruhmsüchtigen Philosophen von der Hinwendung zum Guten abhielt. Tertullian sah eine „dämonische“ Macht am Werk im Sinne der christlichen Vorstellung, der zufolge Dämonen teuflische Geschöpfe sind, die nur Unheil stiften. Das Daimonion habe mit Apollon zusammengewirkt, der ebenfalls ein solcher bösartiger Dämon sei. Mit seinen Ausführungen initiierte Tertullian die christliche Interpretation, die das Daimonion in die Reihe der bösen Dämonen stellt. So dachte auch der Apologet Minucius Felix, der wohl in der ersten Hälfte des 3. Jahrhunderts den Dialog Octavius schrieb. Der Verfasser des Cyprian von Karthago († 258) zugeschriebenen Traktats Quod idola dii non sint hielt das Phänomen ebenfalls für teuflisch. Positiv urteilte hingegen ein Zeitgenosse Tertullians, der Kirchenvater Clemens von Alexandria. Er fasste das Daimonion als Schutzengel auf.

## Spätantike Deutungen
Die spätantiken Neuplatoniker befassten sich in ihren Platon-Kommentaren mit der Deutung des Daimonions. Nach ihrer Dämonologie, die von Platons Konzept ausgeht, ist jedem Menschen ein Daimon als ständiger Begleiter, Schutzgeist und Schicksalslenker zugeordnet. Sokrates als vorbildlicher Mensch hatte einen besonders erhabenen geistigen Führer, der mehr als ein Mittelwesen zwischen Menschen und Göttern war; sein Ratgeber war ein Gott.
Im 4. oder beginnenden 5. Jahrhundert griff der Gelehrte Calcidius in seinem Kommentar zu Platons Timaios den Vergleich mit dem scheinbaren Hören von Stimmen im Traum auf.
Ausführlich ging im 5. Jahrhundert der einflussreiche Neuplatoniker Proklos in seinem Kommentar zum Ersten Alkibiades auf das Thema ein. Er erörterte die Natur der Kommunikation zwischen dem Philosophen und seinem Schutzgeist und die Frage, warum das Daimonion nur abriet und nie zuriet. Dabei betonte er, dass die göttliche Stimme nicht wie beim gewöhnlichen menschlichen Hören von außen gekommen sei, sondern von innen. Sie habe sich auf Warnungen beschränkt und keine Anregungen gegeben, weil Sokrates keinen Ansporn zu guten Taten benötigt habe. Der Schutzgeist des Sokrates gehöre dem Bereich der reinigenden Macht des Gottes Apollon an. Besonders gründlich untersuchte er ein Problem, mit dem sich schon der namhafte Neuplatoniker Iamblichos und Proklos’ Lehrer Syrianos auseinandergesetzt hatten: die Frage, warum das Daimonion zuließ, dass Sokrates sich mit einem unwürdigen Menschen wie Alkibiades abgab.
Ein weiterer neuplatonischer Gelehrter, der sich zum göttlichen Zeichen äußerte, war Hermeias von Alexandria, der wie Proklos den Unterricht des Syrianos besucht hatte. Hermeias befasste sich in seinem Kommentar zu Platons Phaidros mit dem Thema. Er betonte, dass das Daimonion weder ein Teil der Seele noch die personifizierte Philosophie sei, wie manche glaubten. Vielmehr sei es der persönliche Schutzgeist. Einen solchen hat – so Hermeias – zwar jeder Mensch, aber nur den diszipliniert Philosophierenden gelingt es, seine Anwesenheit zu bemerken. Erforderlich ist eine tugendhafte Lebensweise und Hinwendung zum göttlichen Bereich, wie sie Sokrates praktizierte. Die Mitteilungen des Daimonions werden nicht mit dem körperlichen Ohr gehört, sondern durch einen Wahrnehmungsakt der Seele mittels des Seelenfahrzeugs erfasst. Der Grund, aus dem sich der göttliche Ratgeber des Sokrates auf das Abraten beschränkte, war sein Respekt vor der menschlichen Selbstbestimmung. Hätte das Daimonion nicht nur gewarnt, sondern auch zugeraten, so wäre die Folge gewesen, dass sich der Philosoph wie ein unvernünftiges und fremdbewegtes Wesen, das nichts aus sich selbst heraus tut, verhalten hätte.

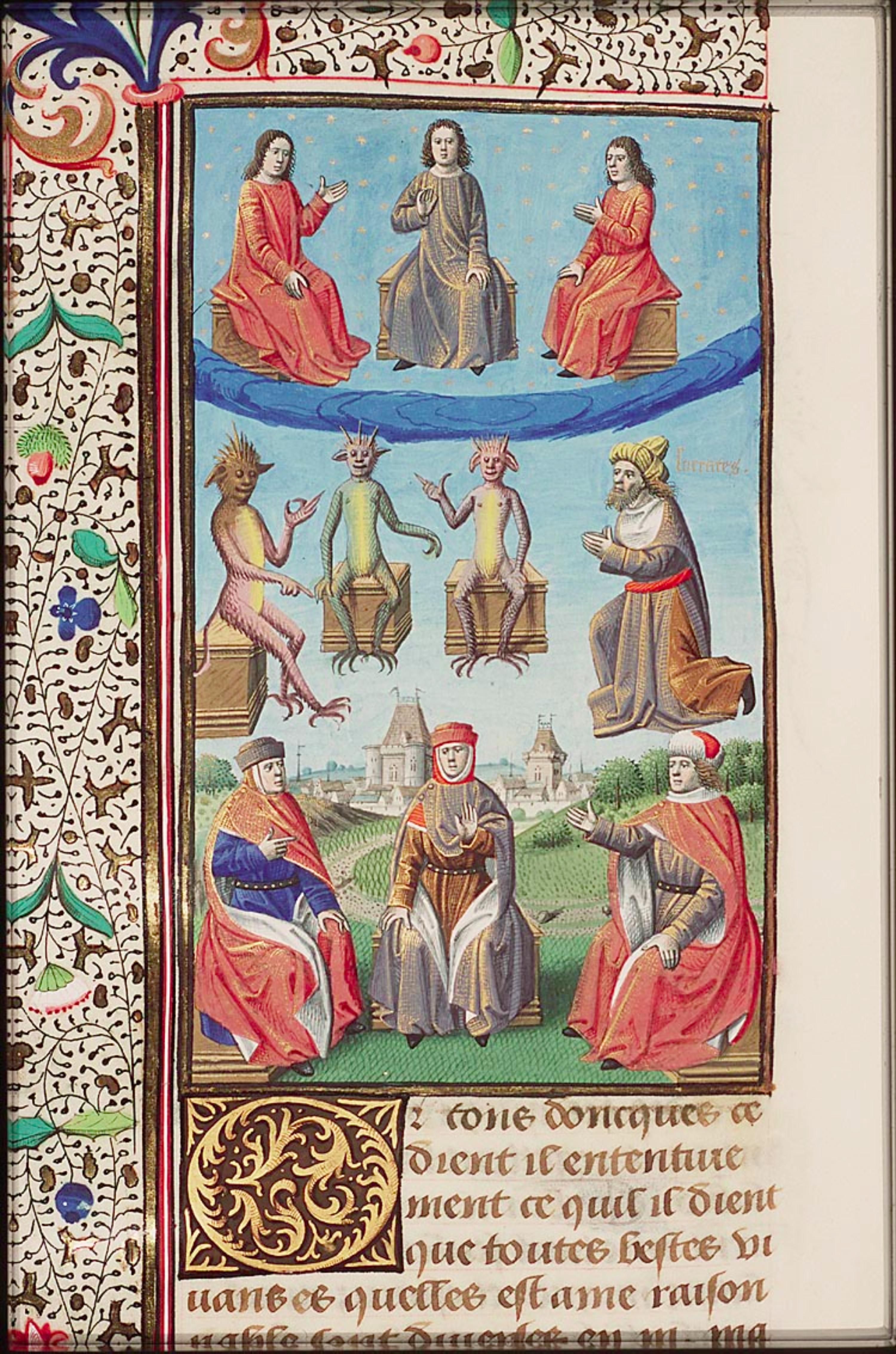
Sokrates (Mitte rechts) wendet sich an Dämonen. Das Bild zeigt die negative Deutung des Daimonions im Mittelalter. Buchmalerei in einer Handschrift der französischen Übersetzung von Augustinus’ Schrift Vom Gottesstaat, die Raoul de Presles 1371–1375 anfertigte. Den Haag, Museum Meermanno, 10 A 11, fol. 380v (spätes 15. Jahrhundert)

Im 6. Jahrhundert ging einer der letzten paganen Neuplatoniker, Olympiodoros der Jüngere, in seinem Kommentar zum Ersten Alkibiades nur knapp auf das Daimonion ein.
Auch spätantike Kirchenschriftsteller nahmen zu dem Phänomen Stellung. Sie vertraten unterschiedliche Deutungen. Der Kirchenvater Eusebius von Caesarea erwog im frühen 4. Jahrhundert die Möglichkeit, dass das Daimonion für Sokrates die Funktion eines Schutzengels hatte. Sein Zeitgenosse Laktanz hingegen, ein namhafter Apologet, zählte das Daimonion zu den bösen Dämonen. Im frühen 5. Jahrhundert polemisierte Augustinus in seinem Werk Vom Gottesstaat gegen die Dämonenlehre des Apuleius. Er war der Überzeugung, alle Dämonen seien bösartig, und wandte sich gegen die Behauptung des Apuleius, die innere Stimme des Sokrates sei die eines wohlwollenden Dämons gewesen. Für Augustinus gab es nur zwei Möglichkeiten: Entweder war der Ratgeber des Sokrates kein Dämon oder er war schlecht.

## Mittelalterliche und neuzeitliche Rezeption

### Mittelalter und Frühe Neuzeit

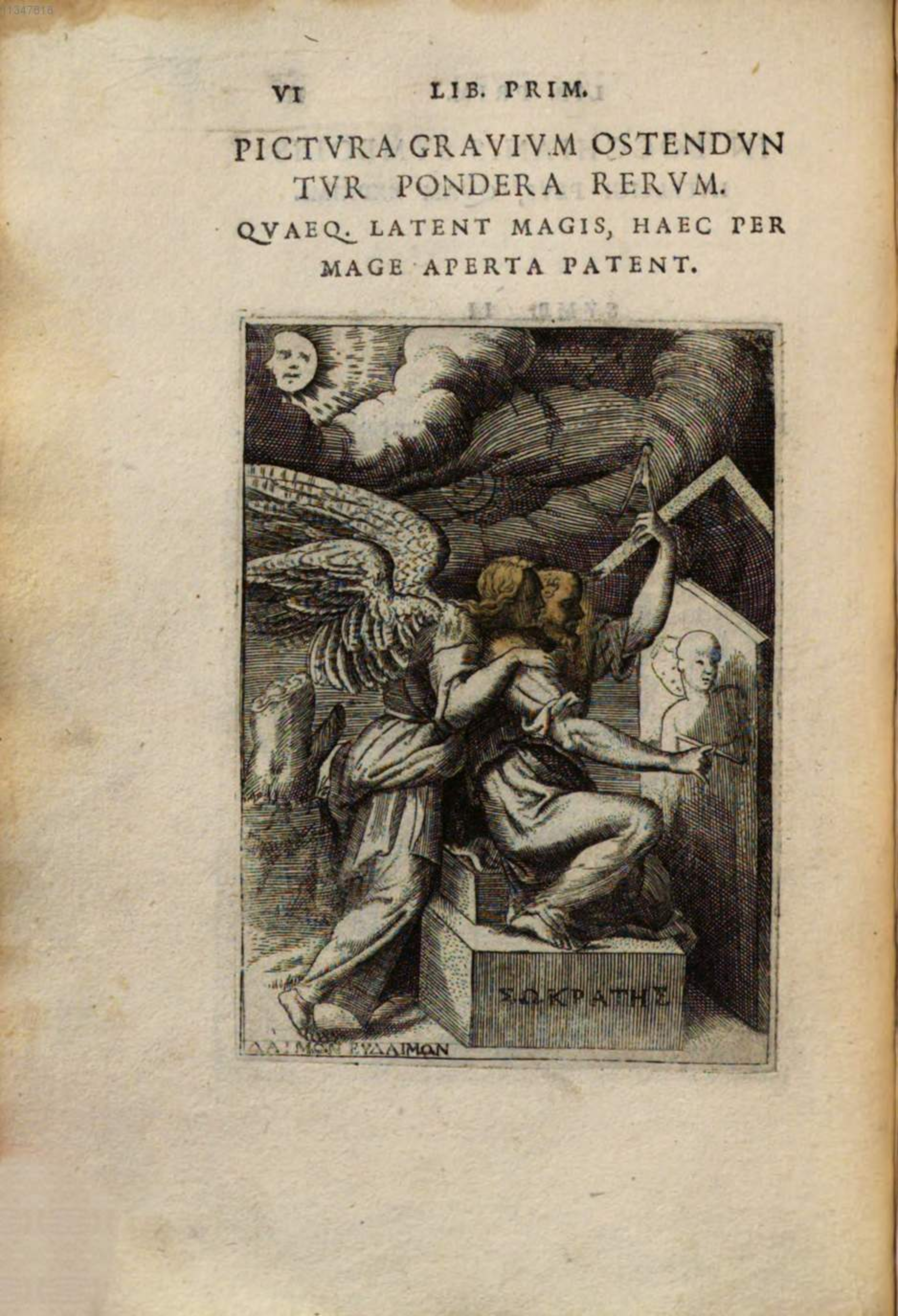
Sokrates mit seinem Daimonion. Stich von Giulio Antonio Bonasone in Achille Bocchis Werk Symbolicarum quaestionum de universo genere, quas serio ludebat, libri quinque, Bologna 1555

Im Früh- und Hochmittelalter waren die einschlägigen Werke Platons und Xenophons ebenso wie die spätere griechische Literatur den lateinischsprachigen Gelehrten West- und Mitteleuropas unbekannt. Sie konnten aber der Schrift des Apuleius Über den Gott des Sokrates und der Polemik des Augustinus Informationen über das Thema entnehmen.
Der Humanist Giannozzo Manetti, der 1440 die erste Sokrates-Biographie seit der Antike verfasste, beschrieb das Daimonion nach den ihm zugänglichen antiken Quellen. Manetti vertrat mit Berufung auf die „wahrheitsgemäße“ Darstellung Platons die Meinung, das Daimonion sei ein Wächter oder Schutzengel, den Sokrates bei seiner Geburt erhalten habe.
Der Humanist und Platoniker Marsilio Ficino (1433–1499) befasste sich eingehend mit der Dämonologie des antiken Platonismus und speziell mit der Lehre vom persönlichen Dämon als Schutzgeist des Menschen. Dabei setzte er sich in erster Linie mit der Dämonenlehre des Proklos auseinander. Auf das sokratische Daimonion ging er am ausführlichsten in seinem kleinen Kommentar (argumentum) zu Platons Apologie ein. An die Vorstellungen der spätantiken Neuplatoniker anknüpfend stellte er fest, der Dämon des Sokrates sei ein saturnischer Feuergeist und gehöre zu der höchsten Klasse in der hierarchischen Rangordnung der Schutzgeister. Diese Geistwesen seien so erhaben, dass man sie als Götter zu bezeichnen pflege. Herausragende Philosophen wie Sokrates und Plotin hätten solche Begleiter. Ficino erörterte auch die Frage, wie man sich das „Hören“ der Stimme des Schutzgeistes vorzustellen hat. Seine Absicht war, dieses platonische Gedankengut in sein christliches Weltbild zu integrieren.
Der humanistische Philosoph Michel de Montaigne (1533–1592), der Sokrates bewunderte, äußerte sich zurückhaltend zum Daimonion. Nach seiner Vermutung war das Zeichen des antiken Denkers „ein gewisser Antrieb des Willens, der sich bei ihm einstellte, ohne den Ratschlag seiner Vernunft abzuwarten“. Diese Anwandlungen waren zwar unbedacht und ungeordnet, aber wahrscheinlich stets bedeutend und würdig, befolgt zu werden. Montaigne meinte, jeder fühle in sich die Schattenbilder solcher Regungen eines plötzlich ungestüm auftauchenden Gedankens. Er selbst hatte, wie er berichtet, derartige Regungen, wenngleich seltener als Sokrates, und war ihnen zu seinem Glück und Nutzen gefolgt. Daher könne man meinen, sie hätten etwas von göttlicher Eingebung.
Denis Diderot behandelte 1754 in seiner Schrift Pensées sur l’interprétation de la Nature (Gedanken zur Interpretation der Natur) die Frage der intuitiven Fähigkeiten in der Naturforschung. Nach seinen Ausführungen verleiht eine große Fertigkeit im Experimentieren ein Ahnungsvermögen, das den Charakter der Inspiration hat. Wenn man sich darüber wie Sokrates täuscht, nennt man es einen vertrauten Dämon. Sokrates hatte eine so erstaunliche Fertigkeit im Beurteilen von Menschen und im Abwägen von Umständen, dass sich auch in den schwierigsten Fällen eine schnelle und richtige Kombination insgeheim in ihm vollzog. Das ermöglichte ihm eine Voraussage, von der das Ereignis selbst kaum abwich. Diesen Vorgang verglich Diderot mit dem Spürsinn in der experimentellen Physik. Er stellte die Frage, wie man die Fähigkeit, neue Verfahren und Experimente und künftige Ergebnisse mit dem Ahnungsvermögen zu „wittern“, auf eine andere Person übertragen könne. Seine Antwort lautete: Derjenige, der die Gabe besitzt, müsste zuerst in sich gehen, um deutlich zu erkennen, worin sie besteht, und dann den „vertrauten Dämon“ durch klare, verständliche Begriffe ersetzen und diese den anderen auseinandersetzen. Die Fähigkeit könnte beispielsweise das Voraussetzen oder Wahrnehmen von Gegensätzen oder Analogien zwischen einzeln betrachteten Objekten oder das Erkennen von Wechselwirkungen zwischen im Zusammenhang betrachteten Dingen betreffen.

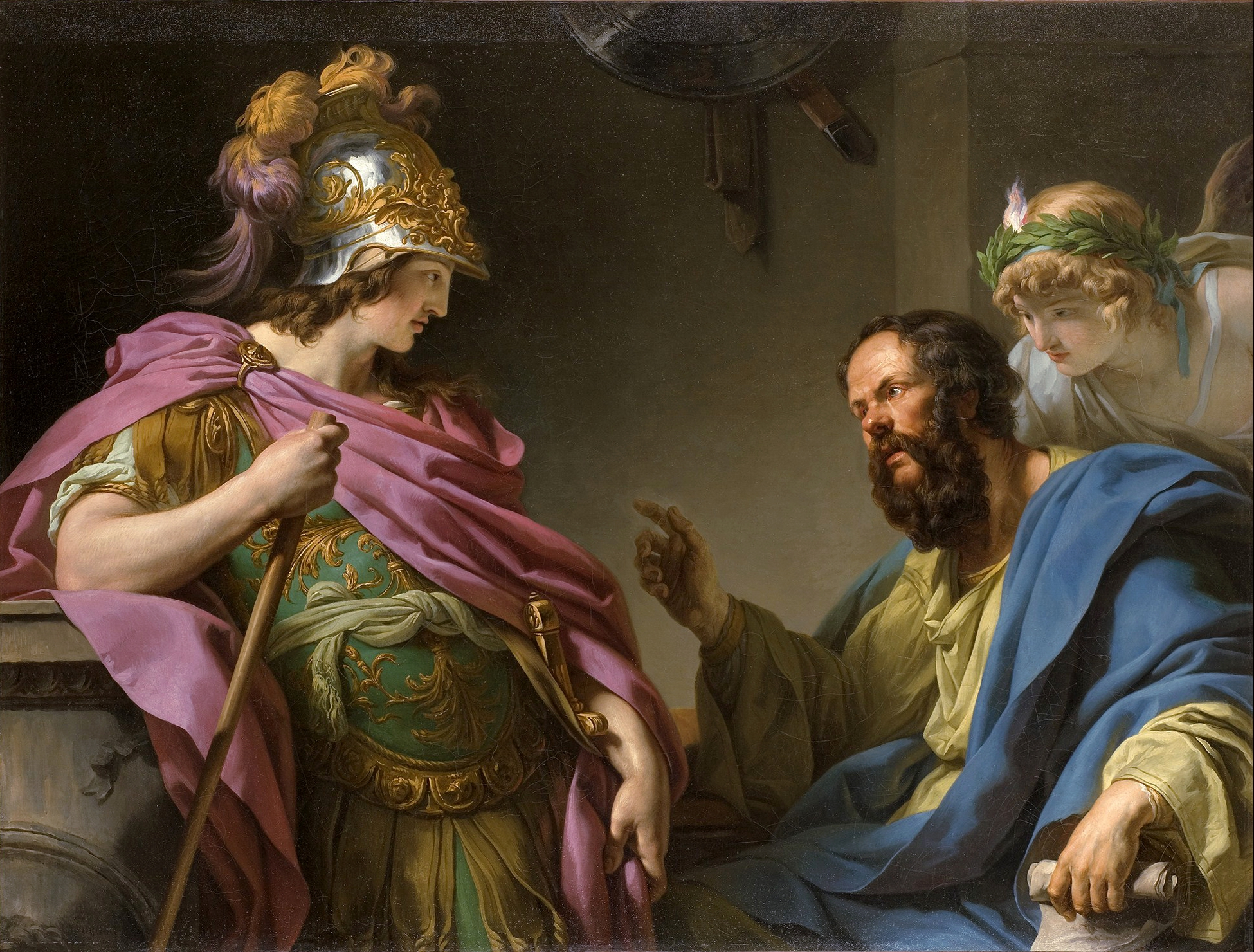
Sokrates mit Alkibiades und dem Daimonion. Ölgemälde von François-André Vincent, 1776, im Musée Fabre, Montpellier

Voltaire hielt das Daimonion für eine Scharlatanerie des Sokrates; er meinte, es handle sich um einen Aberglauben.
In der Malerei wurde das Motiv vereinzelt aufgegriffen. Auf einem 1776 entstandenen Ölgemälde von François-André Vincent spricht Sokrates mit Alkibiades, während ihm das engelhafte Daimonion von hinten zuflüstert. Der dänische Maler Nicolai Abildgaard schuf 1784 ein Ölgemälde, das Sokrates mit zwei schattenhaften Geistwesen zeigt, seinem Daimonion und einem bösartigen Dämon. Das Daimonion hindert den Dämon daran, den Philosophen anzusprechen. Das Motiv des guten und des schlechten Geistwesens, die den Menschen begleiten, stammt aus der Darstellung in Giannozzo Manettis Sokrates-Biographie.

### 19. Jahrhundert
Friedrich Schleiermacher befand, das Daimonion sei kein persönlicher Charakter und keine Erscheinung irgendeiner Art gewesen. Vielmehr handle es sich um „das authentische Gebiet solcher schnellen sittlichen Urteile, die sich nicht auf deutliche Gründe zurückführen lassen, und die er [Sokrates] also nicht seinem eigentlichen Ich zuschrieb“.
Georg Wilhelm Friedrich Hegel befasste sich eingehend mit dem Thema. Er betonte in seinen Vorlesungen über die Geschichte der Philosophie den subjektiven, partikulären Charakter des Daimonions. Man dürfe bei dem „berühmten Genius des Sokrates“, einer „so viel beschwatzten Bizarrerie seines Vorstellens“, keinesfalls an einen Schutzgeist oder Engel oder an das Gewissen denken. Für Hegel ist das Gewissen „die Vorstellung allgemeiner Individualität, des seiner selbst gewissen Geistes, der zugleich allgemeine Wahrheit ist“. Der „Dämon des Sokrates“ hingegen ist die „ganz notwendige andere Seite“, die „Einzelheit des Geistes“. Er steht in der Mitte zwischen dem Äußerlichen der Orakel und dem rein Innerlichen des Geistes. Nach Hegels Verständnis machte das Daimonion Sokrates zu einem Vorläufer der modernen Subjektivität. Trotz dieses zukunftsweisenden Aspekts beurteilte der Berliner Philosoph das Phänomen jedoch kritisch; er betrachtete es als Ausdruck eines pathologischen Zustands und befand: „Sokrates ist getrieben.“ Hegels abschätziges Urteil hatte seinen Grund im Inhalt der Mitteilungen der „göttlichen Stimme“, in deren Beschränkung auf Rat über „partikuläre Erfolge“ und damit auf „Zufälligkeiten“ statt einer Bezugnahme auf Allgemeingültiges. Immerhin sah Hegel im Daimonion den Anfang davon, dass „der sich vorher nur jenseits seiner selbst versetzende Wille sich in sich verlegte und sich innerhalb seiner erkannte“. Dies sei „der Anfang der sich wissenden und damit wahrhaften Freiheit“.
Søren Kierkegaard analysierte das Phänomen ausführlich in seiner Dissertation von 1841. Nach seinem Befund ist Platons Darstellung, wonach die Stimme stets nur warnend eingriff, der „Gedankenlosigkeit“ Xenophons, der eine antreibende Rolle hinzufügte, vorzuziehen. Das Wort Daimonion ist der Ausdruck für etwas durchaus Abstraktes, das nach Art eines Instinktes wirkt. Diese Abstraktion setzte Sokrates an die Stelle der konkreten Individualität der Götter, womit er in ein polemisches Verhältnis zur Staatsreligion trat. Somit entsprach die Anklage in diesem Punkt den Tatsachen; „das Dämonische“ bezeichnet „das ganz und gar negative Verhältnis des Sokrates zum Bestehenden in religiöser Hinsicht“. Aus Kierkegaards Sicht ist das Daimonion kritisch zu bewerten. Sokrates konnte sich damit behelfen, es verschaffte ihm Sicherheit, doch war dies „bloß das egoistische Befriedigtsein einer partikularen Persönlichkeit“. Darüber urteilte Kierkegaard, man könne hier sehen, dass „die Subjektivität in ihrem sich Ergießen zum Stehen gebracht wird“, dass sie „sich in einer partikularen Persönlichkeit verschließt“.

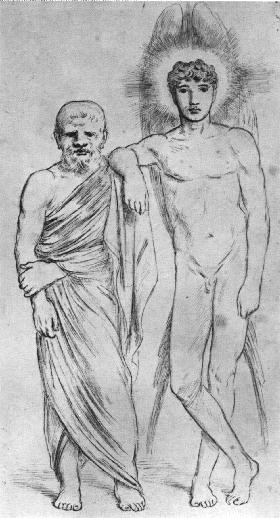
Sokrates mit seinem Daimonion. Zeichnung von Simeon Solomon, um 1865, im Victoria and Albert Museum, London

Arthur Schopenhauer versuchte das Phänomen im Rahmen seiner Theorie der Ahnungen zu erklären. Nach seiner Auffassung sind negative Ahnungen und Vorgefühle Auswirkungen von „theorematischen“ Träumen, die sich im tiefen Schlaf abspielen und von denen nichts im Bewusstsein zurückbleibt als ihr Eindruck auf das Gemüt, der „als weissagendes Vorgefühl, als finstere Ahndung“ nachklingt. Ein solcher Eindruck bemächtigt sich der Person dann, wenn die ersten mit dem im Traum gesehenen Unglück zusammenhängenden Umstände in der Wirklichkeit eintreten. Dazu passt für Schopenhauer das immer nur abmahnende Eingreifen der inneren Stimme des Sokrates.
Friedrich Nietzsche bezog das Daimonion in sein vernichtendes Urteil über Sokrates ein. Er bezeichnete es als „Gehörs-Hallucinationen“, die ins Religiöse interpretiert worden seien. Dies sei eines der Merkmale der Dekadenz des Sokrates. Das Phänomen sei vielleicht „ein Ohrleiden, das er sich gemäß seiner herrschenden moralischen Denkungsart nur anders, als es jetzt geschehen würde, auslegt“. In der abmahnenden Funktion der inneren Stimme meinte Nietzsche einen Schlüssel zum Wesen des Sokrates gefunden zu haben. Nach seinen Worten zeigte sich die „instinctive Weisheit“ bei dieser „gänzlich abnormen Natur“ nur, um dem bewussten Erkennen hindernd entgegenzutreten. Während bei allen produktiven Menschen der Instinkt die schöpferisch-affirmative Kraft ist und das Bewusstsein sich kritisch und abmahnend gebärdet, wurde bei Sokrates der Instinkt zum Kritiker und das Bewusstsein zum Schöpfer. Darin sah Nietzsche einen monströsen Defekt.
Nur vereinzelt diente das Daimonion als Motiv in der bildenden Kunst. Der britische Präraffaelit Simeon Solomon schuf um 1865 die Zeichnung Socrates and his Agathodaemon. Dort steht der engelhafte Schutzgeist als nackter junger Mann neben dem Philosophen.

### 20. und 21. Jahrhundert
In der Forschung des 20. und 21. Jahrhunderts bildet gewöhnlich das Material in Platons Werken die Ausgangsbasis der Untersuchungen zum Daimonion, während Xenophons Angaben nur ergänzend herangezogen werden. Man geht davon aus, dass entgegen Xenophons Darstellung das Daimonion tatsächlich, wie Platon behauptet, nur abriet und nie zuriet, wenngleich das Abraten auch als Ermutigung zum jeweils gegenteiligen Verhalten aufgefasst werden kann. Diese Gewichtung der Quellen hängt damit zusammen, dass beim Versuch, die philosophische Position des historischen Sokrates zu rekonstruieren, Platons Sokratesbild generell favorisiert wird. Hinzu kommt, dass Platon bei der Gerichtsverhandlung anwesend war und Xenophon nicht. Allerdings enthalten sich manche Philosophiehistoriker ausdrücklich eines Urteils über die Frage, ob Xenophons Version nicht doch eine zumindest teilweise bessere Überlieferung bieten könnte. In der zweiten Hälfte des 20. Jahrhunderts und im 21. Jahrhundert ist im philosophiegeschichtlichen Diskurs vor allem die Frage erörtert worden, wie Sokrates die Respektierung der Autorität des Daimonions mit seinem Anspruch, sich nur von einleuchtenden Argumenten überzeugen zu lassen, vereinbaren konnte. Unterschiedliche Lösungsvorschläge haben kontroverse Diskussionen ausgelöst.
Ulrich von Wilamowitz-Moellendorff (1919) hielt das immer abmahnende Eingreifen der inneren Stimme für einen Hinweis auf die Impulsivität des Sokrates, die er beherrschen lernte. Die Fähigkeit, solche inneren Warnungen zu beachten, habe sich der Philosoph durch eine Selbstkontrolle erworben, „die ihm bei seiner Leidenschaftlichkeit sehr nötig war“. Manche seiner Schüler hätten ihm eine wirkliche Sehergabe zugetraut und ihm einen begleitenden, dienstbaren Dämon beigelegt. Sie hätten keine Autorität neben ihm gelten lassen und nur noch dem neuen Dämon gehuldigt. Dies habe schließlich zum Vorwurf der Gottlosigkeit und eines schlechten Einflusses auf die Jugend geführt, der Sokrates im Prozess zum Verhängnis wurde.
Nach dem Urteil von Werner Jaeger (1944) beweist das Daimonion, dass Sokrates neben seiner geistigen Fähigkeit „das Instinkthafte in höchstem Maß besaß, das der Rationalismus so oft vermissen läßt“. Dies und nicht die Stimme des Gewissens sei die Bedeutung des Daimonions.
Olof Gigon (1947) sah im Daimonion in erster Linie ein geschichtliches Phänomen, einen Charakterzug des historischen Sokrates, der an das Zeichen geglaubt habe. Für die frühe „Sokratesdichtung“, die Überlieferung der ersten Sokratikergeneration, in der „die reine Faktizität des Vorgefallenen durch Aus- und Umdeutung zu symbolischem Sinne erhoben wird“, sei ein solcher Zug nicht notwendig gewesen. Sie habe ihn aber vorgefunden und aufgenommen, „eher so, dass sie sich mit ihm abfand“, ohne dabei seine „dramatischen und geistigen Möglichkeiten“ voll auszunützen. Erst später sei das Daimonion als Sonderphänomen auf dem Hintergrund einer allgemeinen spekulativen Dämonologie gedeutet worden.
Karl Jaspers (1957) verortete das Daimonion jenseits des rationalen Bereichs. Nach seiner Darstellung gab es konkrete einmalige Situationen, in denen Sokrates nicht durch rechtes Denken eine Entscheidung begründen konnte. Daher benötigte er göttliche Hilfe, und diese bildete „die Grenze, an der es Gehorsam ohne Einsicht gibt“. Die Stimme brachte ihm keine Erkenntnis, und er folgte ihr ohne Einsicht. Sie war keine objektive Instanz, sondern inkommunikabel. Daher konnte er sich nicht zur Rechtfertigung auf sie berufen, sondern nur hinweisend von ihr berichten.
Zu einer völlig anderen Einschätzung gelangte Martha Nussbaum (1986). Sie meinte, das Daimonion sei kein Gott im traditionellen Sinn, sondern – als Neutrum – ein „göttliches Ding“, nämlich die menschliche Vernunft als Mittelding „zwischen dem Tier, das wir sind, und dem Gott, der wir sein könnten“. Es handle sich um eine ironische Anspielung auf die für Sokrates allein maßgebliche Autorität der Vernunft, die für ihn der „Gott“ sei, der wirklich Respekt verdiene.
Gernot Böhme (1988) wies darauf hin, dass Sokrates die Winke der inneren Stimme ohne weiteres als Einflüsterungen oder Warnungen der Götter hätte bezeichnen können. Stattdessen drückte er sich sehr unbestimmt und äußerst zurückhaltend aus. Er beharrte auf dem Phänomen, weigerte sich aber, es auf die traditionellen Urheber, die Götter, zurückzuführen. Seine auffällig reduzierte Redeweise ist – so Böhme – ein Produkt der Aufklärung, die bereits hinter ihm liegt. Sie ist auch von seinen Anklägern so verstanden worden, als sie ihn beschuldigten, die Götter der Stadt nicht zu verehren. Für Böhme gehört das Daimonion notwendig zu dem „Typ Mensch“, den Sokrates verkörpert. Dieser Typus hat sich gegenüber heterogenen Handlungsantrieben – seien es göttliche Anregungen oder aus dem Unbewussten herrührende Triebe – abgeschottet, um als Täter der eigenen Taten aufzutreten. Aber gerade als der Typus, der durch Bewusstheit organisiert ist, ist er besonders sensibel für die heterogenen Antriebe, die er in sich vorfindet. Das Daimonion ist als letztes Residuum solcher Impulse zu verstehen, nicht als ein tieferes Selbst des Sokrates, denn er erfährt es als etwas, das er nicht selbst ist. Als Bewusster hat er alle positiven Handlungsantriebe in sein Selbst übernommen. Die negativen, die „schlicht ein Nein sind“, kommen aus einem Bereich, dessen er nicht Herr ist, über den er keine Rechenschaft geben kann, den er aber akzeptiert. Er wollte das Irrationale zurückdrängen, stieß aber auf Grenzen dieses Programms und entwickelte dann lieber Formen des Umgangs mit dem Irrationalen, statt es zu leugnen.
Gregory Vlastos (1989, 1991) hielt zwar das Daimonion für eine „außerrationale“ Informationsquelle, befand aber, das Nebeneinander von vernunftgemäßer Überlegung und göttlicher Stimme sei kein Problem gewesen, denn Sokrates habe keineswegs zwei verschiedene Systeme der Rechtfertigung von Annahmen gehabt. Nach Vlastos’ Interpretation waren die Hinweise des Daimonions für den Philosophen keine von der Vernunft unabhängige und ihr überlegene Quelle ethischer Gewissheit. Vielmehr legte er die Zeichen im Licht seiner kritischen Vernunft aus. Sie verschafften ihm eine subjektive Bestärkung, hatten aber nie solches Gewicht, dass sie seine rational begründeten Entscheidungen hätten ändern können. Maßgeblich waren nur die Vernunftgründe.
Der von Vlastos vorgetragenen Interpretation widersprachen Thomas C. Brickhouse und Nicholas D. Smith (1994), die meinten, das Daimonion sei vernunftgemäßen, aber dennoch falschen Beschlüssen entgegengetreten und habe deren Ausführung verhindert. Nach dem Befund von Michael Bingenheimer (1993) hingegen bestand die von Brickhouse und Smith angenommene Möglichkeit eines Konflikts zwischen Vernunft und göttlicher Stimme nicht. Bingenheimer deutete die Erfahrung des Daimonions als eine aus der religiösen Sphäre sich einstellende Sicherheit des Sokrates, mit seinem Tun und Denken in Übereinstimmung mit der göttlichen Weltordnung zu sein – „Ausdruck einer glücklichen Persönlichkeit, für die vernunftgemäßes und religiöses Handeln in eins fällt“.
Franz Vonessen (1993) kam zum Ergebnis, das Daimonion sei nicht eine besondere Instanz, sondern die Stimme eines Daimons. Dieser ist nach Vonessens Verständnis der Ausführungen Platons keine von außen an Sokrates herantretende Gottheit, sondern als Innengott in ihm selbst zu finden: Der Daimon ist mit der Vernunft identisch. Vernunft ist zwar jedem Menschen gegeben und somit hat jeder einen solchen persönlichen Daimon, aber nicht jeder ist mit dem Göttlichen, das in ihm wohnt, in lebendigem Kontakt. Die Sonderstellung des Sokrates, der als einziger die göttliche Stimme hörte, ist aus der Sicht der Platoniker darauf zurückzuführen, dass er die Weisheit so weit erlangt hat, wie sie überhaupt von Menschen erreicht werden kann: „Das heißt, für ihn steht die Vernunft nicht mehr über dem Ich, sondern das Ich fällt mit ihr, mit dem obersten Seelenteile, zusammen.“
Mark L. McPherran (1996) stimmte Vlastos darin zu, dass die Zeichen außerrationale Phänomene gewesen seien und dass Sokrates sie wenn immer möglich einer Überprüfung unterzogen habe. Man dürfe sie aber nicht, wie es bei Vlastos’ Deutung der Fall sei, auf eine bloße gefühlsmäßige Ahnung reduzieren. Vielmehr seien sie für Sokrates durchaus die Basis für die Konstruktion von Ansprüchen auf ein besonderes moralisches Wissen gewesen, und er habe angenommen, dass es für dieses Wissen eine vernunftgemäße Grundlage gebe, wenngleich er keine Unfehlbarkeit habe unterstellen können. McPherrans Überlegung dazu ist: Da sich die Zeichen immer auf Zukünftiges bezogen, das zum jeweiligen Zeitpunkt nicht oder nur in begrenztem Maß einschätzbar war, war es durchaus mit einer rationalen Grundhaltung vereinbar, solchen Hinweisen Vertrauen zu schenken. Die Zuverlässigkeit der Informationsquelle konnte jeweils nachträglich überprüft werden, und da sie sich dabei stets bestätigt hatte, war die Entscheidung, ihr weiterhin zu vertrauen, rational begründbar.
Zu einer ähnlichen Einschätzung gelangte Richard Kraut (2000). Er meinte, Sokrates habe die Verlässlichkeit seiner inneren Stimme über einen längeren Zeitraum kritisch geprüft und sich dann erst ihrer Leitung anvertraut. Daher sei seine Haltung rational begründet. Kraut betonte, die befremdliche Wirkung der Ausführungen des Philosophen vor Gericht sei zwangsläufig eingetreten, denn sein Anspruch auf eine einzigartige göttliche Privatoffenbarung habe arrogant gewirkt und sei für konservative religiöse Kreise eine Herausforderung gewesen.
C. David C. Reeve (2000) identifizierte den Urheber der Warnungen des Daimonions mit dem Gott Apollon. Zumindest gelte dies für den Standpunkt von Platons Dialogfigur Sokrates, unabhängig von der Frage nach deren Verhältnis zur historischen Person.
Thomas C. Brickhouse und Nicholas D. Smith (2005) wandten sich gegen den „reduktionistischen“ Ansatz von Vlastos, der dem Quellenbefund nicht gerecht werde, und setzten ihm eine empiristische, „reliabilistische“ Interpretation entgegen. Demnach konnte Sokrates aufgrund einer Vielzahl von Erfahrungen zu der rationalen Folgerung kommen, die Hinweise des Daimonions seien verlässlich und hilfreich, auch wenn er über deren Ursprung und den Grund der Zuverlässigkeit kein Wissen besaß. Der empirische Befund reichte als triftige Begründung für diese Folgerung aus.
Mark Joyal (2005) erinnerte an die Bedeutung des „sokratischen Problems“, der generellen Ungewissheit über die Ansichten des historischen Sokrates. Er wies darauf hin, dass diese Unsicherheit auch das Verständnis des Daimonions betrifft. Die Debatten drehen sich um das Sokratesbild der jeweils erörterten literarischen Quelle, während die Frage nach der historischen Wahrheit offen bleibt.
Anthony A. Long (2006) machte gegen Vlastos’ Sichtweise geltend, dass man das Bekenntnis des Sokrates zur Vernunft nicht mit der Annahme eines irrationalen Daimonions vereinbaren könne. Somit sei davon auszugehen, dass der Philosoph das Handeln dieser Instanz und seine Beachtung der Warnungen als rational aufgefasst habe. In vielen Fällen habe er klare Gründe gefunden, die das Abraten der inneren Stimme als sinnvoll erscheinen ließen. Den Hintergrund habe seine Überzeugung gebildet, dass die menschliche Vernunft göttlichen Ursprungs sei und daher im Einklang mit dem Bestreben der Gottheit stehe und dass eine göttliche Stimme ihrer Natur nach nur Vernünftiges verkünden könne. Zahlreiche Erfahrungen hätten ihn in diesem Verständnis bestärkt, und die Zuverlässigkeit der Warnungen habe ihm einen guten Grund gegeben, der Informationsquelle zu vertrauen.
Weitere Forschungsdiskussionen drehen sich um die Fragen, ob die Stimme des Daimonions einem der traditionellen Götter der griechischen Mythologie, etwa Apollon, zuzuordnen ist, wie Luc Brisson (2005) meint, und ob der Mitteilende ein allwissender Weltlenker ist, wie Mark L. McPherran (2005) glaubt, oder ob es sich nur um eine innere Instanz handelt, die nicht von der Außenwelt her eingreift, sondern sich nur im Geist des Sokrates betätigt, wie Gerd Van Riel (2005) annimmt.